# Вествілл (Нью-Йорк)
Вествілл (англ. Westville) — місто (англ. town) в США, в окрузі Франклін штату Нью-Йорк. Населення — 1757 осіб (2020).

## Демографія
Згідно з переписом 2010 року, у місті мешкало 1819 осіб у 738 домогосподарствах у складі 499 родин. Було 843 помешкання
Расовий склад населення:
| - 96,2 % — білих - 0,6 % — корінних американців - 0,4 % — чорних або афроамериканців - 0,3 % — азіатів |

До двох чи більше рас належало 2,0 %. Частка іспаномовних становила 1,2 % від усіх жителів.
За віковим діапазоном населення розподілялося таким чином: 22,2 % — особи молодші 18 років, 63,2 % — особи у віці 18—64 років, 14,6 % — особи у віці 65 років та старші. Медіана віку мешканця становила 41,0 року. На 100 осіб жіночої статі у місті припадало 106,7 чоловіків;  на 100 жінок у віці від 18 років та старших — 104,3 чоловіків також старших 18 років.
Середній дохід на одне домашнє господарство  становив 56 384 долари США (медіана — 48 958), а середній дохід на одну сім'ю — 60 970 доларів (медіана — 53 018). Медіана доходів становила 41 842 долари для чоловіків та 35 938 доларів для жінок. За межею бідності перебувало 14,0 % осіб, у тому числі 25,8 % дітей у віці до 18 років та 7,2 % осіб у віці 65 років та старших.
Цивільне працевлаштоване населення становило 812 осіб. Основні галузі зайнятості: освіта, охорона здоров'я та соціальна допомога — 30,2 %, роздрібна торгівля — 17,1 %, публічна адміністрація — 11,8 %, виробництво — 10,0 %.